# Сиедра
Сиедра (греч. Σύεδρα) — античный портовый город на границе двух исторических областей — Памфилии и Киликии, на южном побережье Малой Азии. Город расположен в 20 км на юго-восток от города Аланьи и в 24 км к северо-западу от другого античного города Селинус (теперь Газипаша), на территории современной Турции.
Первое упоминание в письменных источниках относится к середине первого века до нашей эры.
Известно, что в 48 г. до н. э. здесь останавливался Помпей, возвращавшийся с войны. Здесь он провёл свой последний военный совет перед роковым походом в Египет. Достоверно известно также, что в эпоху Римской Империи от Тиберия (18 — 37 гг. н. э.) до Галлиена (260—268 гг. н. э.) в городе Сиедра чеканилась собственная денежная единица.
Руины города находятся недалеко от деревни Секи (тур. Seki), на вершине холма, высоко над побережьем.
В 1994 году по инициативе дирекции Музея Аланьи начались раскопки. Археологи раскопали главную улицу верхней части города, пещеру, украшенную христианскими изображениями, которые использовали для крещения. Сохранились источник Сарныч Магарасы (пещера-водоём), три античных водоёма, здание высотой в два этажа с остатками мозаики (предположительно базилика), колонная улица, городской акрополь. В 2011 году археологи выкопали подводные реликвии порта в Сиедре, датированные периодом до бронзового века, около 5000 лет назад.
В октябре 2024 года археологами обнаружены театр, улица Сютунлу и другие важные сооружения. По словам руководителя раскопок доктора Эртуга Эргюрера, театр, рассчитанный на 4-5 тысяч зрителей, планируется открыть для посетителей после завершения исследований.